# 雷霆战鼠
雷霆战鼠（Biker Mice from Mars），也译作火星鼠骑士，是一部改编自漫威漫画的动画。

## 介绍
在火星上居住着一种形态如同地球的老鼠但体型却像人的生物，突然有一天在另一个星系的普鲁塔星人过来侵略火星，火星鼠们就奋起抵抗，可是他们的力量无法阻挡,而其中三个战士斯罗特、莫多和维尼就被普鲁塔星人抓走。
但某日，斯罗特在内三人躲过普鲁塔星人监视，抢了一艘飞船逃跑，却在中途被普鲁塔星人的飞船击中，所以只好改变航向降落在地球。而飞船上另外载着他们的交通工具摩托车。
在降落到地球后，认识了“幸存者修车厂”女主人莎莉，并知道普鲁塔星人也来侵略地球，三人组就决定帮助地球人保护地球。